# 青海川 (新潟県糸魚川市)
青海川（おうみがわ）は、新潟県糸魚川市を流れる二級水系の河川である。

## 河川概要
流長は11.8kmで、犬ヶ岳および白鳥山の旧青海町側東面のアイサワ谷、金山谷の渓流を水源としている。
中流の橋立地区には、青海川硬玉産地（橋立ヒスイ峡）がある（1957年に国の天然記念物に指定）。
2021年1月29日、デンカにより設置された自家水力発電所『新青海川発電所』が送電を開始した。
同年7月16日11時頃、デンカ青海工場（新潟県糸魚川市）の電炉設備から、隣接する当河川へシアン化合物を含むおそれのある排水の流出が発生した。